# Polyosma glaucescens
Polyosma glaucescens är en tvåhjärtbladig växtart som beskrevs av Ridley. Polyosma glaucescens ingår i släktet Polyosma och familjen Escalloniaceae. Inga underarter finns listade i Catalogue of Life.